# Теодосий II Константинополски
Теодосий II (на гръцки: Θεοδόσιος Β΄) e вселенски патриарх в Цариград от 11 април 1769 до 16 ноември 1773 година.

## Биография
Роден е на остров Крит със светската фамилия Маридакис (Μαριδάκης). Главен свещеник е на църквата „Свети Георги“ в Едирнекапи, Цариград. По-късно е избран за епископ на Йерисос и Света гора, а в 1767 година става солунски митрополит. Той е избран за патриарх на 11 април 1769 година, по време, когато християните са преследвани след оттеглянето на руските войски, получили подкрепа на бившия патриарх Серафим II Константинополски и други духовници. Теодосий действа, за да спаси Светогорските манастири от разрушаване, освобождаване на затворниците, укрепване на училища и манастири, а заедно с патриарха на Йерусалим, успява да запази Светите земи под юрисдикцията на Православната църква.
Принуден да подаде оставка на 16 ноември 1773 година, след действия на митрополит Мелетий Бурсенски, той се оттегля в манастира Камариотиса на Халки. През 1776 г., напълно загубил зрението си, той се връща в Константинопол, където остава до смъртта си.